# Геддес (Нью-Йорк)
Геддес (англ. Geddes) — місто (англ. town) в США, в окрузі Онондага штату Нью-Йорк. Населення — 17 088 осіб (2020).

## Демографія
Згідно з переписом 2010 року, у місті мешкало 17 118 осіб у 7269 домогосподарствах у складі 4583 родин. Було 7679 помешкань
Расовий склад населення:
| - 95,1 % — білих - 1,2 % — чорних або афроамериканців - 0,8 % — корінних американців - 0,6 % — азіатів |

До двох чи більше рас належало 1,8 %. Частка іспаномовних становила 2,8 % від усіх жителів.
За віковим діапазоном населення розподілялося таким чином: 20,3 % — особи молодші 18 років, 59,7 % — особи у віці 18—64 років, 20,0 % — особи у віці 65 років та старші. Медіана віку мешканця становила 44,3 року. На 100 осіб жіночої статі у місті припадало 87,4 чоловіків;  на 100 жінок у віці від 18 років та старших — 84,8 чоловіків також старших 18 років.
Середній дохід на одне домашнє господарство  становив 68 046 доларів США (медіана — 55 870), а середній дохід на одну сім'ю — 80 371 долар (медіана — 73 114). Медіана доходів становила 47 841 долар для чоловіків та 37 500 доларів для жінок. За межею бідності перебувало 10,1 % осіб, у тому числі 16,9 % дітей у віці до 18 років та 6,8 % осіб у віці 65 років та старших.
Цивільне працевлаштоване населення становило 8256 осіб. Основні галузі зайнятості: освіта, охорона здоров'я та соціальна допомога — 28,4 %, роздрібна торгівля — 16,0 %, науковці, спеціалісти, менеджери — 8,9 %, мистецтво, розваги та відпочинок — 8,9 %.